# Beatles '64
Ne doit pas être confondu avec Beatles '65.
Beatles '64 est un documentaire réalisé par David Tedeschi, relatant la première tournée des Beatles en sol américain en février 1964. Ce téléfilm, qui utilise les images tournées à l'époque par les frères Albert et David Maysles, mêlé à des interviews récemment enregistrées ou issues des archives, est sorti le 29 novembre 2024 sur Disney+.

## Histoire
En 1963, les Beatles, qui existent sous ce nom depuis 1960, connaissent enfin du succès en Angleterre et dans certains pays d'Europe. Leurs cinq singles publiés depuis l'année précédente et leurs deux albums font un tabac auprès des jeunes de ce côté de l'Atlantique. Avec un grand battage publicitaire, I Want to Hold Your Hand, leur dernier tube (couplé en 45 tours à I Saw Her Standing There,), est enfin publié par Capitol Records en décembre et atteint rapidement le sommet du palmarès américain. Toutes les chansons du groupe déjà publiées en Angleterre et leurs nouvelles chansons arriveront tel un raz-de-marée dans une Amérique maintenant conquise.

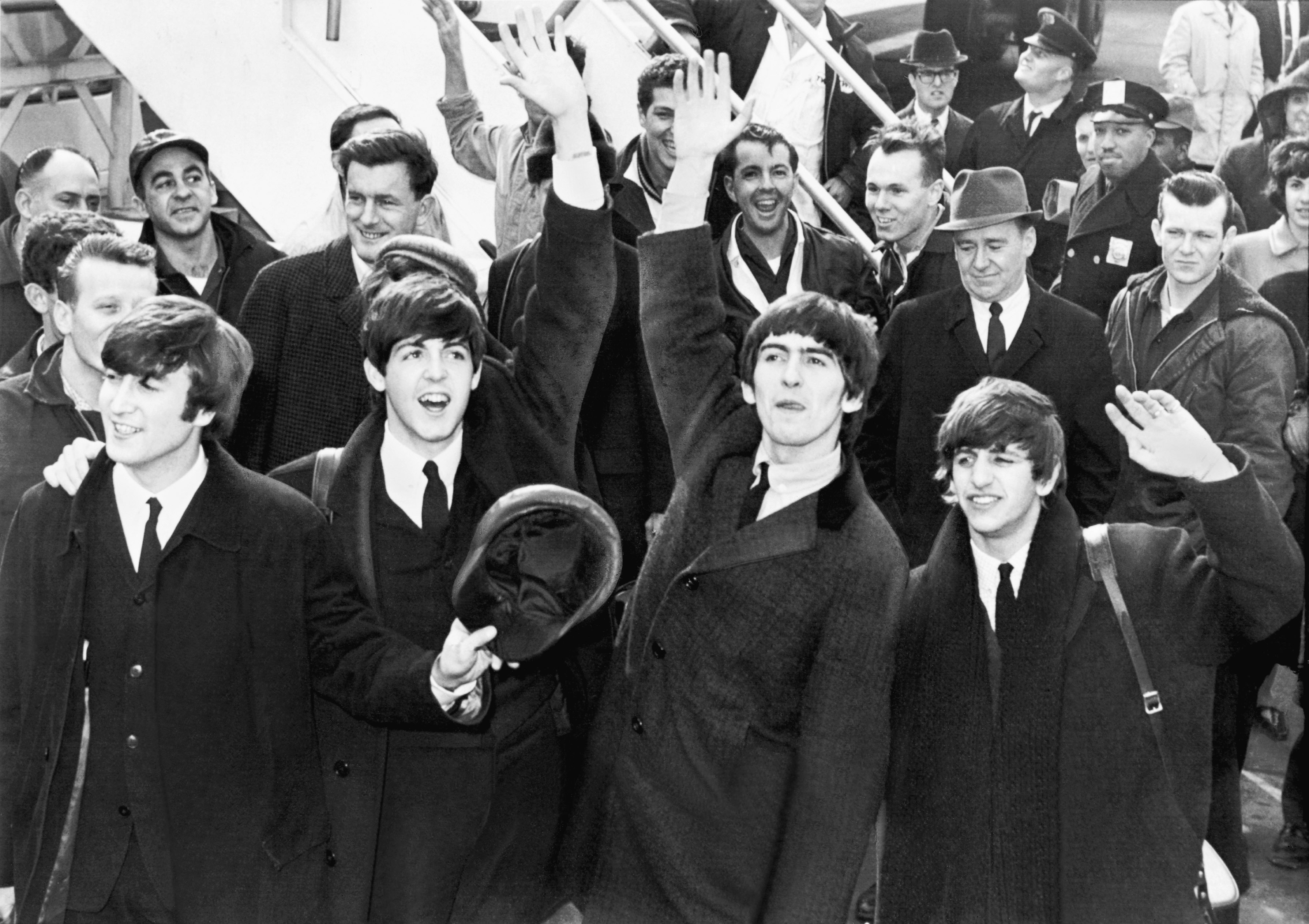
Arrivée des Beatles à l'aéroport JFK, le 7 février 1964.

Le 7 février 1964, le groupe débarque à l'aéroport Kennedy de New York, recevant un accueil assourdissant de milliers de fans. Avec leur passage à l'émission de variété The Ed Sullivan Show du 9 février, l'hystérie de la Beatlemania s'empare de l'Amérique du Nord,,,,. Les frères Albert et David Maysles étaient sur place pour capter les images de cette arrivée triomphale et ont réalisé un documentaire de 25 minutes, What's Happening! The Beatles in the U.S.A., pour le compte de Granada Television et présenté au Royaume-Uni. Une version plus longue est aussi créée par les réalisateurs mais ne sera pas diffusée commercialement. Un nouveau montage d'une durée de 83 minutes, réalisé par Kathy Dougherty, produit par Susan Froemke (en) et restauré par le réalisateur et archiviste d'Apple Ron Furmanek (en), est sorti en 1991 par Apple Corps sous le nom The Beatles: The First U.S. Visit (en) en format VHS et réédité en 2003 pour une sortie en DVD.
Beatles '64, la nouvelle mouture de ce documentaire, produit par Martin Scorsese, est réalisé en 2024 par David Tedeschi, le monteur du documentaire George Harrison: Living in the Material World. Il utilise ces images, dont 17 minutes inédites parmi les onze heures d'archives,, qui ont été restaurées en 4K par la Park Road Post, la même boîte responsable de la télésérie The Beatles: Get Back et de la réédition du film Let It Be. Le son du concert au Washington Coliseum le 11 février et des prestations au Ed Sullivan Show, à New York et à Miami, est démixé avec la même technologie de séparation des sons utilisée pour ces deux documentaires et remixé par Giles Martin. On peut y voir, entre autres, de nouvelles interviews avec Paul McCartney et Ringo Starr. Ce téléfilm est présenté sur la plate-forme Disney+ à partir du 29 novembre. La bande annonce est mise en ligne le 14 novembre et l'affiche promotionnelle le lendemain. Les avant-premières ont lieu au Hudson Square Theater de New-York le 24 novembre en présence de McCartney, Tedeschi, Scorsese et plusieurs autres célébrités et à Londres, le 28, au cinéma Curzon Mayfair (en) avec, dans l'assistance, James McCartney, Olivia Harrison, Jeremy Irons, Sir Bob Geldof, entre autres.
Parallèlement, le 22 novembre, Apple Records sort 1964 US Albums in Mono, une réédition en vinyle 180 grammes des sept albums américains publiés durant cette année, réunis dans un boîtier.
C'est le dernier projet du directeur général Jeff Jones (en) qui quittera son poste, dans les prochaines semaines, après 17 ans à la barre de Apple Corps.

## Réception
Le téléfilm reçoit deux nominations aux prix Emmy de 2025 ; Meilleur montage du son pour un programme documentaire ou téléréalité (Outstanding Sound Editing for a Nonfiction or Reality Program) et Meilleur mixage du son pour un programme documentaire (Outstanding Sound Mixing for a Nonfiction Program).

## Fiche technique
- title original : Beatles '64
- Réalisation : David Tedeschi, avec des archives filmées par Albert et David Maysles
- Musique : The Beatles (remastérisée par Giles Martin et Sam Okell)
- Montage : Mariah Rehmet
- Directrice de la photographie : Ellen Kuras
- Production : Martin Scorsese, Margaret Bodde, Paul McCartney, Ringo Starr, Olivia Harrison, Sean Ono Lennon, Jonathan Clyde et Mikaela Beardsley (en)
- Producteurs délégués : Jeff Jones (en) et Rick Yorn
- Sociétés de production : Apple Corps, Sikelia Productions (en) et WingNut Films
- Société de distribution : Walt Disney Pictures
- Pays d'origine :  Royaume-Uni,  États-Unis,  Nouvelle-Zélande
- Format : 4:3 (images d'archives), 16:9 (nouvelles images)
- Genre : documentaire musical
- Durée : 106 minutes
- Dates de sortie : 29 novembre 2024 (Disney+)

## Distribution
Sauf indication contraire, les informations mentionnées dans cette section peuvent être confirmées par la base de données cinématographiques IMDb,  présente dans la section « Liens externes ».
| Participants principaux - John Lennon - Paul McCartney - Ringo Starr - George Harrison | Participants secondaires - Leonard Bernstein - Brian Epstein - Betty Friedan - Marshall McLuhan - Murray The K (en) - Little Richard - Martin Scorsese - Tom Snyder (en) - La famille Gonzalez | Brèves apparitions - Neil Aspinall - Pat Boone - Cassius Clay - Walter Cronkite - Bob Hope - Chet Huntley - John Kennedy - Cynthia Lennon - Geri Miller (en) - Yoko Ono - Ralph Renick - Eric Sevareid - Brian Sommerville - Ed Sullivan | Interviewés - Danny Bennett - Harry Benson - Jamie Bernstein (it) - Vickie Brenna-Costa - Jack Douglas (en) - Ronald Isley - David Lynch - Sananda Maitreya - Joe Queenan (en) - Smokey Robinson - Ronnie Spector - Jane Tompkins (en) |

## Bande originale
Albums de The Beatles
Get Back: The Rooftop Performance
(2022)
Le 22 novembre 2024, une semaine avant la sortie du documentaire, un album compilation sort en téléchargement sur les plateformes de streaming. L'album contient des enregistrements en studio par le groupe des chansons entendues dans le film, ainsi que les versions originales de certains morceaux repris par les Beatles. La compilation comprend également une reprise de Yesterday interprétée par Smokey Robinson and the Miracles au Ed Sullivan Show en 1968.

### Liste des chansons
Toutes les chansons sont écrites par Lennon/McCartney, sauf indications contraires. Celles marquées d'un astérisque sont d'un autre interprète que les Beatles, identifié entres parenthèses. Les symboles représentent la publication d'origine des chansons : ‡ album Please Please Me; ß album With the Beatles; Єᑭ maxi Long Tall Sally; ƒA - ƒB face A ou B d'un 45 tours. L'année du remixage des chansons des Beatles est notée à droite du titre.
| No  | Titre                                          | Auteur(s)                         | Durée |
| --- | ---------------------------------------------- | --------------------------------- | ----- |
| 1.  | She Loves You (2023) (ƒA)                      |                                   | 2:22  |
| 2.  | Please Please Me (2023) (ƒA)                   |                                   | 2:00  |
| 3.  | I Want to Hold Your Hand (2023) (ƒA)           |                                   | 2:26  |
| 4.  | *I've Been Good to You (en) (The Miracles)     | Stevenson, Robinson               | 2:41  |
| 5.  | *You've Really Got a Hold on Me (The Miracles) | Robinson                          | 2:52  |
| 6.  | You Really Got a Hold on Me (2023) (ß)         | Robinson                          | 3:01  |
| 7.  | *Yesterday (Smokey Robinson & The Miracles)    |                                   | 3:18  |
| 8.  | Till There Was You (2009) (ß)                  | Willson                           | 2:13  |
| 9.  | I Saw Her Standing There (2023) (‡)            |                                   | 2:53  |
| 10. | *Money (That's What I Want) (Barrett Strong)   | Gordy, Bradford (en)              | 2:37  |
| 11. | Money (That's What I Want) (2009) (ß)          | Gordy, Bradford                   | 2:49  |
| 12. | From Me to You (2023) (ƒA)                     |                                   | 1:57  |
| 13. | *Long Tall Sally (Little Richard)              | Johnson (de), Blackwell, Penniman | 2:07  |
| 14. | Long Tall Sally (2009) (Єᑭ)                    | Johnson, Blackwell, Penniman      | 2:02  |
| 15. | Baby It's You (2009) (‡)                       | Bacharach, Williams               | 2:40  |
| 16. | Twist and Shout (2023) (‡)                     | Russell                           | 2:34  |
| 17. | It Won't Be Long (2009) (ß)                    |                                   | 2:13  |
| 18. | This Boy (2023) (ƒB)                           |                                   | 2:19  |
| 19. | *Roll Over Beethoven (Chuck Berry)             | Berry                             | 2:24  |
| 20. | Roll Over Beethoven (2023) (ß)                 |                                   | 2:45  |